# デブラ・マイバーグ
デブラ・マイバーグ (Debra Meiburg,MW) 、は、アメリカ合衆国出身のワイン評論家である。彼女はアジアで初めてマスター・オブ・ワインの称号を取得し、数々の賞を受賞したことで知られている。また、彼女は、香港貿易発展局とともにキャセイ・パシフィック香港インターナショナル・ワイン&スピリッツ・コンペティションを組織・運営している。このコンペティションは、アジア全体を対象とするワイン品評会としては最大規模のものである。マイバーグはワイン業界に入る前、公認会計士試験に合格し、香港のプライスウォーターハウスクーパースで会計士を務めていた。ワイン業界に入った後は、ワインに関連する教育活動やジャーナリズムに重点をおきつつも、チリやボルドー、南アフリカ共和国やニューヨーク州のブドウ園およびワイナリーの経営にも携わっている。生まれはアメリカ合衆国カリフォルニア州ソノマ郡であるが、長年香港に居住し、永住権を得ている。

## 学位・資格
2008年、マイバーグはイギリスのマスター・オブ・ワイン協会からマスター・オブ・ワインの資格を授与された。論文「香港と中国におけるワイン教育・研修 -- ワイン取引におけるワインの知識および教育の必要性とは何か」により、ワイン業界において最高水準の専門知識を有すると広く認められた者として、マイバーグはこの称号を授けられた。
また、マイバーグは接客サービス管理の理学修士号をもっているほか、ワイン教育者協会 (Society of Wine Educators) 認定のワイン教育士でもある。彼女はオーストラリアワイン研究所(AWRI) の上級ワイン官能評価 (Advanced Wine Sensory Assessment) の課程を修了しており、イギリスのワイン&スピリッツ・エデュケーション・トラスト (WSET) のレベル3資格 (Higher Certificate) に優の成績で合格している。

## 受賞歴
- 『The Drinks Business（英語版）』誌 - 「ワイン業界で最も活躍する女性トップ50」において7位[9]
- ヴィーニタリー（英語版） - 2012年インターナショナルアワード (Il Premio Internazionale) [10]
- 『Decanter』誌 - 「2013年 注目の7人」[11]
- 『WINE Magazine』誌 (中国、2012年) - 「中国の実力者」にリスト入り[12]
- 『Wine Business International』誌 - 香港で最も影響力のあるワインジャーナリスト[13]
- サウスチャイナ・モーニング・ポスト (南華早報) および在香港米国商工会議所 (AmCham) - 2013年アントレプレナー・オブ・ザ・イヤー (ウィメン・オブ・インフルエンス) [14]
- ポムロール騎士修道会員団 - 騎士号 (Gente Dame d'Honneur de l'Ordre des Hospitaliers de Pomerol)
- Young Presidents' Organization（英語版） - 「ベスト・オブ・ザ・ベスト」スピーカーズ・アワード ("Best of the Best" Speakers' Award)

## ワイン教育活動
デブラ・マイバーグはロチェスター工科大学でワイン学教授 (Professor of Wine) を務めていたことがある。 現在彼女が香港の教育機関においてワイン教育の一環として就いている役職には、香港公開大学ワイン評価・サービスディプロマ課程の外部審査員や香港専業教育学院(IVE) の訓練副顧問 (客席講師) などがある。マイバーグはワイン教育者協会認定のワイン教育士である。

## ワインジャーナリズム
マイバーグはサウスチャイナ・モーニング・ポスト (南華早報) のコラムニストであり、かつて雑誌『タトラー』のアジア版グループの客員編集長を務めていたことがある。  そのほかに彼女が寄稿したことのある出版物には、『WINE Magazine』誌 (中国、広州) 、『Jetsetter Magazine』誌 (中国、香港) 、『AWS Wine Journal』誌 (アメリカワイン協会) 、ロチェスター・デモクラット・アンド・クロニクル、『Rochester Magazine』誌などがある。

### 主な著作物
- Debra Meiburg's Guide to the Hong Kong Wine Trade (著書)
- Debra Meiburg's Guide to the Shanghai Wine Trade (著書)
- Debra Meiburg's Guide to the Singapore Wine Trade (著書)
- Tasting Wine with Debra (著書)[17]
- Grape Cues (ワイン業界に関する学習カードシリーズ)

## 放送・配信メディア
マイバーグはワイン紀行テレビ番組『テイスト・ザ・ワイン (Taste the Wine) 』のプロデューサーおよび番組ホストを務めている。また、2009年12月に開始した週刊インターネット配信のインタビュー動画シリーズ『ミート・ザ・ワインメーカー (Meet the Winemaker) 』も製作している。この動画シリーズは、香港で撮影され、マイバーグがワイン醸造家やワイナリーのオーナー、そのほかワイン業界における重要人物たちにインタビューしていく内容となっている。動画の各話で取り上げられたワイン業界著名人には、エルンスト・ローゼンやサム・ニール、エマニュエル・クルーズ (当時ボルドーワイン最高評議会会長) 、フィリップ・マグレ (フランスワイン界の重鎮ベルナール・マグレの息子) などが入っている。『ミート・ザ・ワインメーカー』はYouTubeのDebra Meiburg MWチャンネルで配信されている。 中国および香港のタクシー約2万台で配信されているワイン教育動画シリーズでも、マイバーグはホストを務めており、『The New Wines of Greece』(2013年) などのワインに関するドキュメンタリーにおいて司会として出演することも非常に多い。

## ワイン審査員
マイバーグはアメリカワイン協会 (American Wine Society, AWS) 認定のワイン審査員である。彼女が審査員を務めた国際コンクールには、シドニー・インターナショナル・ワインコンペティション、 アルゼンチン・ワイン・アワード、マクラーレンヴェール・ワインショー 、 ロイヤル・メルボルン・ワイン・アワード、ソノマ郡ハーヴェストフェア・ワインコンペティション、 フランス食品振興会 (SOPEXA) : エブリデイ・ボルドー、キャセイ・パシフィック香港インターナショナル・ワイン&スピリッツ・コンペティション、インターナショナル・ワイン・アンド・スピリッツ・コンペティション、チリワイン・アワード、カンタス西オーストラリア州ワインショー、フィンガーレイクス・インターナショナル・ワインコンペティション、ウィンパック (WinPac) 香港ワインショー、インターナショナル・イースタン・ワインコンペティション、デキャンター・ハンガリー、インターナショナル・ワイン・チャレンジ、ニューヨーク州フェアなどがある。